# Es Migjorn Gran
Es Migjorn Gran ist eine Gemeinde auf der spanischen Baleareninsel Menorca. 2024 lebten 1.690 Einwohner in der Gemeinde. Es Migjorn Gran ist seit der Abspaltung von Es Mercadal im Jahre 1989 eine selbständige Gemeinde. Der Ort Es Migjorn Gran hatte bis dahin San Cristobal geheißen.
Im Gemeindegebiet befinden sich die Feriensiedlung Sant Tomàs, die größte Höhle Menorcas, die Cova des Coloms, sowie mehrere archäologische Fundstätten, z. B. das Hypostyl Es Galliner de Madona, das talayotische Dorf von Sant Agustí, der Martello-Turm von Son Bou, die Taula von Binicodrell Nou und die Talayots von Binicodrell und Es Mestall.